# General Philip Sheridan
General Philip Sheridan, ou General Philip Sheridan Memorial, est une statue équestre située à Washington, honorant le général de la guerre de Sécession Philip Sheridan.
Elle se trouve sur le Sheridan Circle et se compose d'une sculpture en bronze créée par Gutzon Borglum posée sur un socle. Borglum est mieux connu pour le mont Rushmore.
Le monument est une propriété contributrice à un district historique, l'ensemble des Monuments de la guerre de Sécession à Washington.

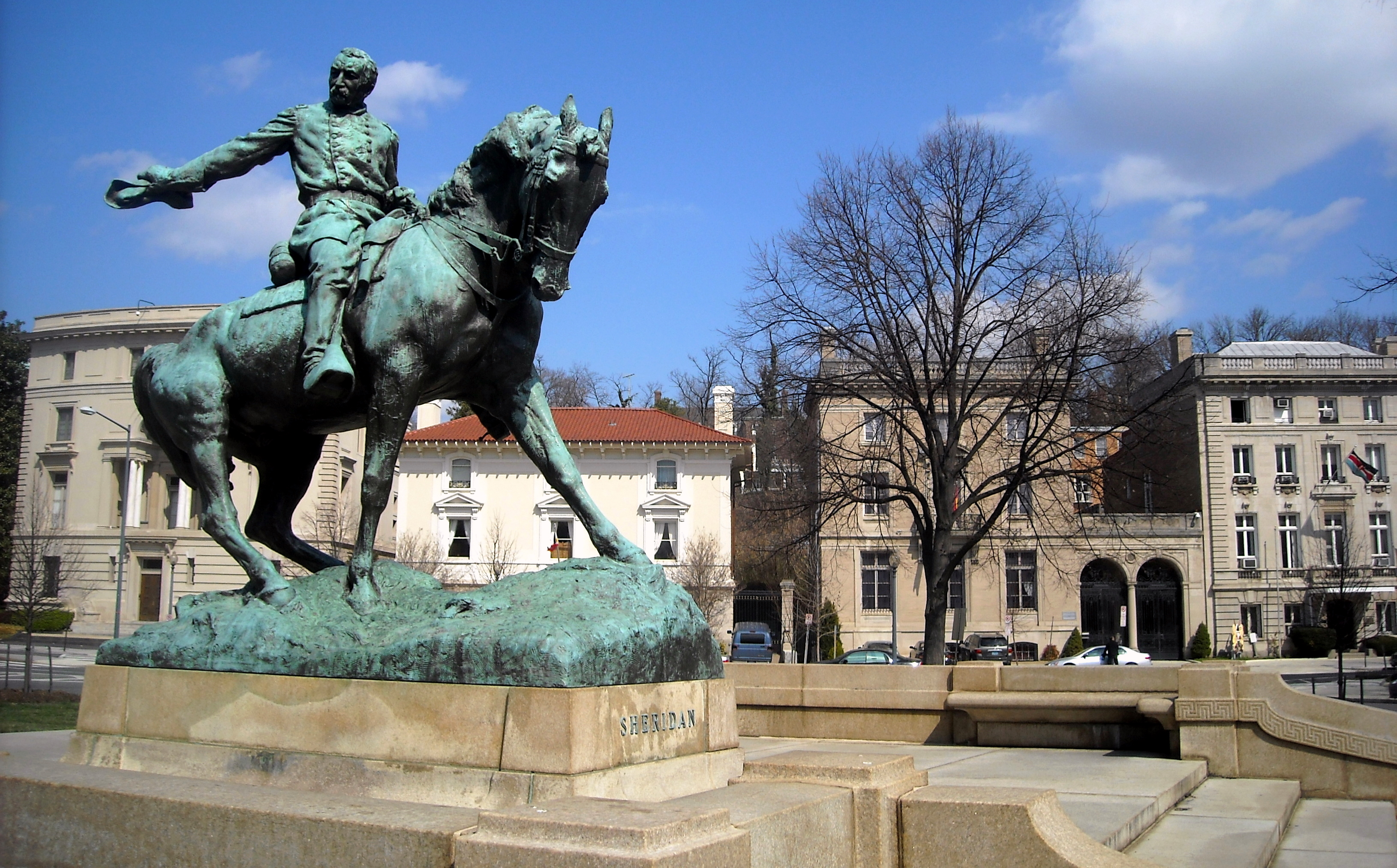
General Philip Sheridan.